# 布里斯萊特鎮區 (明尼蘇達州波爾克縣)
布里斯萊特鎮區（英語：Brislet Township）是位於美國明尼蘇達州波爾克縣的一個行政鎮區，於1880年設立。

## 地方資料
布里斯萊特鎮區的面積為69.96平方千米，皆為陸地。根據2020年美國人口普查的數據，當地共有人口46人，而人口密度為每平方千米0.66人。